# Paramathia
Paramathia là một chi bướm đêm thuộc họ Geometridae.